# Antonio Rosales, Sonora
Antonio Rosales är en ort i Mexiko.   Den ligger i kommunen Cajeme och delstaten Sonora, i den nordvästra delen av landet, 1 400 km nordväst om huvudstaden Mexico City. Antonio Rosales ligger 53 meter över havet och antalet invånare är 2 287.
Terrängen runt Antonio Rosales är platt. Runt Antonio Rosales är det ganska tätbefolkat, med 80 invånare per kvadratkilometer. Närmaste större samhälle är Ciudad Obregón, 17,3 km nordväst om Antonio Rosales. Trakten runt Antonio Rosales består till största delen av jordbruksmark.